# Trio Melody
Il Trio Melody era un trio musicale italiano formato da Gigi Proietti, Peppino di Capri e Stefano Palatresi in occasione del Festival di Sanremo 1995, quando presentò la canzone Ma che ne sai... (...se non hai fatto il piano-bar).

## Storia
Il Trio nasce da un'idea di Claudio Mattone, autore della canzone, che volle questa formazione. Il Trio ha inciso un album e si è esibito dal vivo in alcuni concerti nello stesso anno e in qualche data nel 1996. Il 4 febbraio 2017 si è esibito in occasione della trasmissione Cavalli di battaglia condotta da Gigi Proietti e trasmessa da Montecatini Terme.

## Discografia
Album in studio
- 1995 - Ma che ne sai... (...se non hai fatto il piano-bar) (Easy Records Italiana – Esy 478564 4)

Singoli
- 1995 - Ma che ne sai... (se non hai fatto il pianobar) (Easy Records – JC 15468 7)

Apparizioni
- 1995 - Supersanremo '95 (Mercury Records – 525 455-4), con Ma che ne sai... (...se non hai fatto il piano bar)
- 1995 - Supersanremo '95 karaoke (Mercury Records – 525 458-4), con Ma che ne sai... (...se non hai fatto il piano bar)
- 1999 - Ricordiamole insieme (De Agostini – EM9756-2), con Ma che ne sai... (...se non hai fatto il piano bar)
- xxxx - 45º Festival della Canzone Italiana - Sanremo '95 2, con Ma che ne sai... (...se non hai fatto il piano bar)